# Elektrizitätswerke Reutte
Die Elektrizitätswerke Reutte (EWR) sind als Energieversorgungsunternehmen in Österreich und Deutschland tätig. Das Stromnetzgebiet des Unternehmens erstreckt sich über die Regionen Außerfern und Ostallgäu. Die Gesellschaft Elektrizitätswerke Reutte AG hat ihren Hauptsitz in Reutte in Tirol und ist zu 100 % im Eigentum der Marktgemeinde Reutte. Die Aktiengesellschaft hat Beteiligungen an diversen Unternehmen. Die Elektrizitätswerke Reutte GmbH & Co. KG ist das deutsche Versorgungsunternehmen und Tochter der EWR AG.

## Geschichte
Die Wurzeln der Elektrizitätswerke Reutte (EWR) reichen bis in das Jahr 1897 zurück, als der Gemeinderat von Reutte in Tirol unter Bürgermeister Alois Bauer die erste Diskussion über die Nutzung elektrischer Energie führte. Ein Jahr später erfolgte die Kontaktaufnahme mit den österreichischen Siemens-Schickert-Werken zur Errichtung eines Elektrizitätswerks, welches durch die Wasserkraft des kleinen Stuibenfalls betrieben werden sollte.
Im Jahr 1900 wurde ein wasserrechtliches Ansuchen für den Plansee gestellt, woraufhin 1901 die Bezirkshauptmannschaft die erforderliche Konzession erteilte. Am 12. August 1901 wurde die Firma unter damaligem Namen „Elektricitätswerk Reutte“ offiziell ins Handelsregister eingetragen. Die Elektrifizierung der Straßenbeleuchtung folgte 1902, und der Erstbetrieb des ersten Kraftwerks Plansee wurde Ende des Jahres aufgenommen. Aufgrund der anfänglichen Skepsis gegenüber der Elektrizität im Bezirk Reutte und der damit verbundene Überhang an Strom durch die eigene Wasserkrafterzeugung, erfolgte die Expansion der Stromversorgung in das benachbarte Allgäu. So wurden 1904 die ersten Versorgungsleitungen nach Füssen und Nesselwang in Bayern errichtet – der Grundstein für die grenzübergreifende Versorgung des österreichischen Netzes in das benachbarte Deutschland. Ein paar Jahre später wurden die ersten Gemeinden im Außerfern an das Versorgungsnetz angeschlossen.
Bis 1924 expandierte das Versorgungsnetz der EWR signifikant, was unter anderem durch die Anbindung der Zementwerke Schretter in Vils und der Uhrenfabrik Pfronten gekennzeichnet war. Auch der wirtschaftliche Aufschwung durch die Ansiedlung des Metallwerks Plansee (heute Plansee Group) im Bezirk trug maßgeblich zur Entwicklung der Region bei. Nach dem Anschluss der ansässigen Unternehmen, erfolgte auch die Anbindung des Lechtals und eine Erweiterung bis nach Ehrwald. Mit dem Ausbau des Versorgungsnetzes im Außerfern und Allgäu kam auch der Anschluss der anliegenden Häuser und die damit verbundenen Elektroinstallationsarbeiten einher. Die Dienstleistung Elektroinstallation – heute Elektrotechnik (Österreich) / Elektronik (Deutschland) – ist bis heute Teil des EWR-Portfolios.
Zwischen 1925 und 1960 wurden weitere bedeutende Projekte umgesetzt, darunter der Ausbau des Kraftwerks Plansee und die Errichtung weiterer Kraftwerke in Biberwier, Holzgau sowie die Übernahme der Trinkwasserversorgungen 1946 in Reutte. Im Jahr 1940 startete zudem die Lehrlingsausbildung im Bereich Elektroinstallation in Reutte und 1942 in Füssen.
Die stabile Stromversorgung der EWR im Allgäu lockte auch den bekannten Erfinder des ersten funktionsfähigen Computer Konrad Zuse ins Allgäu. Aufgrund des Zweiten Weltkriegs floh er 1945 nach Hopferau und gründete dort das Zuse-Ingenieurbüro in einem ehemaligen Mehllager, welches genug Platz für seine große Rechenmaschine und ebenso die dringend notwendige stabile Stromversorgung der Elektrizitätswerke Reutte bot.
Die fortlaufende Modernisierung und Erweiterung des Versorgungsnetzes wurde durch den Bau zusätzlicher Kraftwerke, wie dem Kraftwerk Weißhaus 1968, Hüttenmühle und Mühl, sowie der Pumpspeicher Rotlech vorangetrieben. Eine zentrale Kraftwerks- und Netzwarte zur Steuerung der Kraftwerke nahm 1982 ihren Betrieb auf.
Im Jahr 1994 erfolgte die Gründung zweier Gesellschaften, der Elektrizitätswerke Reutte GmbH für das Tiroler Versorgungsgebiet und die Elektrizitätswerke Reutte GmbH & Co. KG für das bayrische Gebiet. Die Elektrizitätswerke Reutte GmbH wurde 2008 zu einer Aktiengesellschaft und 2018 mit 94,9 % zum Eigentümer der Elektrizitätswerke Reutte GmbH & Co. KG.
Die Jahre 1995 bis 2000 waren geprägt von bedeutenden personellen Veränderungen in der Führungsebene sowie der Gründung und Beteiligung an diversen Gesellschaften und Projekten, die das Portfolio der EWR erweiterten.
1997 erfolgte die Übernahme des international Eisbahn-Experten AST Eis- und Solartechnik GmbH.
1998 erweiterten die Elektrizitätswerke Reutte ihr Energieportfolio und investierten in den Bau eines Erdgasnetzes. Mit dem Partner Energie Schwaben wurde die Erdgasversorgung im bayrischen Versorgungsgebiet unter der Firmierung Erdgas Allgäu Ost aufgenommen. Ein paar Jahre später bauten die EWR auch im Außerfern ein Erdgasnetz auf – anfangs als eigene Gesellschaft unter dem Namen Erdgasversorgung Außerfern GmbH (EVA). 2019 erfolgte die Verschmelzung der EVA mit der Elektrizitätswerke Reutte AG.
2000 folgte eine Beteiligung der EWR an dem Installationsbetrieb Richard Feuerstein GmbH.
Das EW Center, die neue Firmenzentrale in Reutte in Tirol, wurde 2002 errichtet und dient seither als Verwaltungsgebäude der EWR AG und beherbergt heute auch die Tochterfirmen EWR Handelsgesellschaft m.b.H. (Red Zac eWelt) und Gastronomiebedarf Wex Ges.m.b.H.
2015 stiegen die Elektrizitätswerke Reutte in den Bereich Fernwärme ein, mit einer Beteiligung an Fernwärmegesellschaften in Tannheim, Grän und Lermoos.
Durch die Übernahme von Gastronomiebedarf WEX im Jahr 2017 und der Beteiligung an der Telenet Systems im Jahr 2018, konnte das Portfolio noch einmal erweitert werden. Im Jahr 2018 wurde auch der Elektroanlagenbau aus der EWR AG ausgegliedert und eine eigene Gesellschaft, die EWR Technik GmbH, gegründet.
Im Jahr 2023 folgte die Beteiligung am Dienstleistungs- und Serviceunternehmen Energie West.
Heute zählt die EWR-Gruppe insgesamt rund 500 Mitarbeiter, mit Beteiligungen an diversen Tochterfirmen. Als Energieversorgungsunternehmen versorgen die EWR rund 40.000 Kunden in Österreich und Deutschland und erzeugen mit 13 Wasserkraftwerken rund 140.000.000 kWh Strom pro Jahr. Seit einigen Jahren sind die EWR auch im Photovoltaik-Bereich aktiv.

## Unternehmensprofil
Das Unternehmen ist eine Kapitalgesellschaft mit Sitz in Reutte in Tirol, die 500 Mitarbeiter beschäftigt. Die Elektrizitätswerke Reutte sind ein Energieversorgungsunternehmen, das in Österreich und Deutschland tätig ist. Ein Schwerpunkt der EWR-Gruppe liegt in der Bereitstellung von elektrischer Energie für Haushalte, Gewerbe- und Industriebetriebe in ihrem Netzgebiet Außerfern und Ostallgäu. Die EWR warten ein umfangreiches Netzwerk aus Stromleitungen, Transformatoren und Verteilungsanlagen, um eine zuverlässige Stromversorgung sicherzustellen. Dabei nutzen sie eine nachhaltige Energieerzeugung. Mit ihren Tochterfirmen bietet die EWR-Gruppe ein breites Spektrum an Dienstleistungen an, die sich gut ergänzen und verbinden lassen:
- Photovoltaik – Elektrizitätswerke Reutte AG
- Elektroinstallation – EWR Technik GmbH
- Eisbahnen/Solarthermielösungen – AST Eis- und Solartechnik GmbH
- Heiztechnik – Richard Feuerstein GmbH
- Inneneinrichtung/Elektronik – RED ZAC eWelt
- Gastronomiebedarf – WEX
- Telekommunikation – TeleNet systems

## Kraftwerke

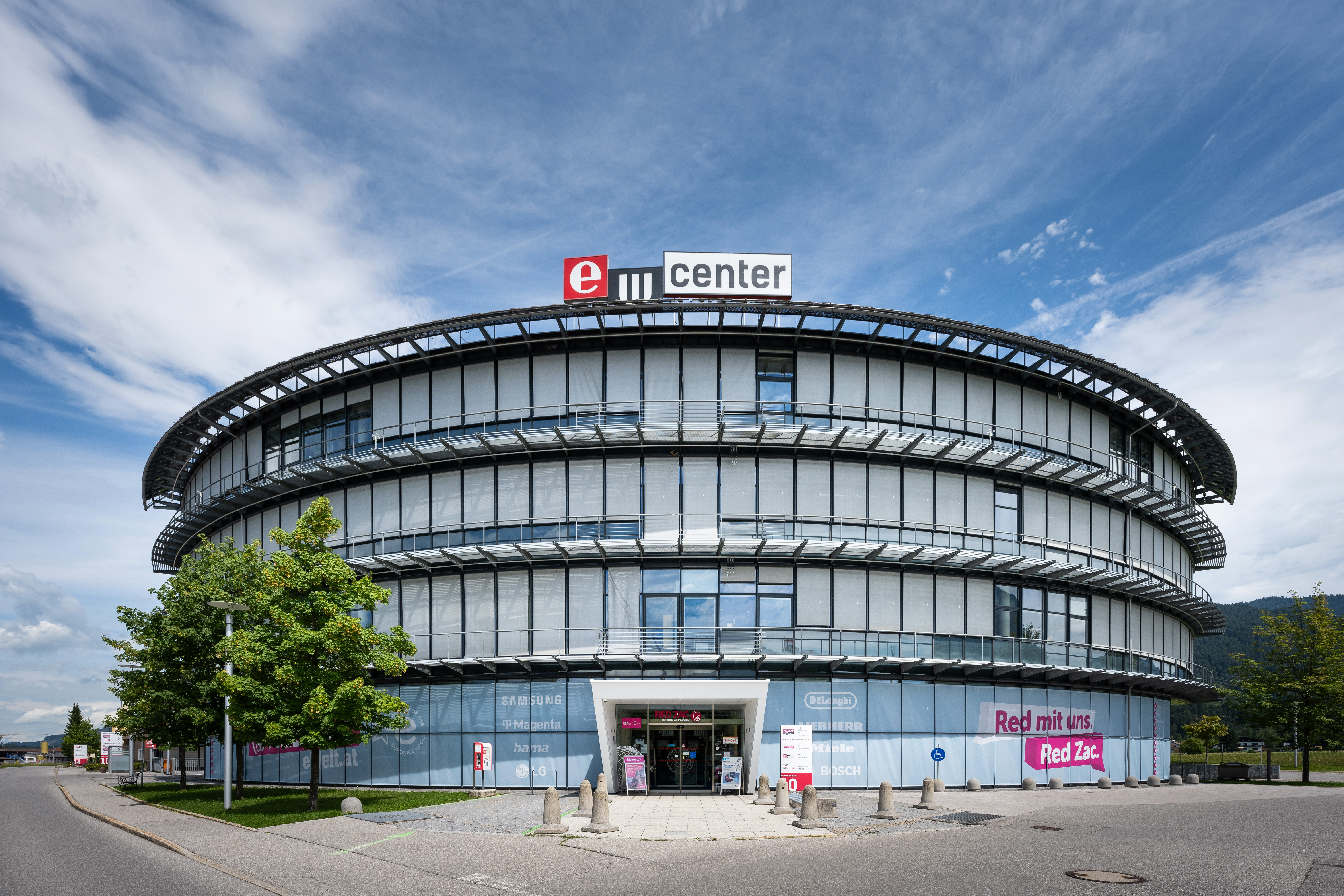
EW Center

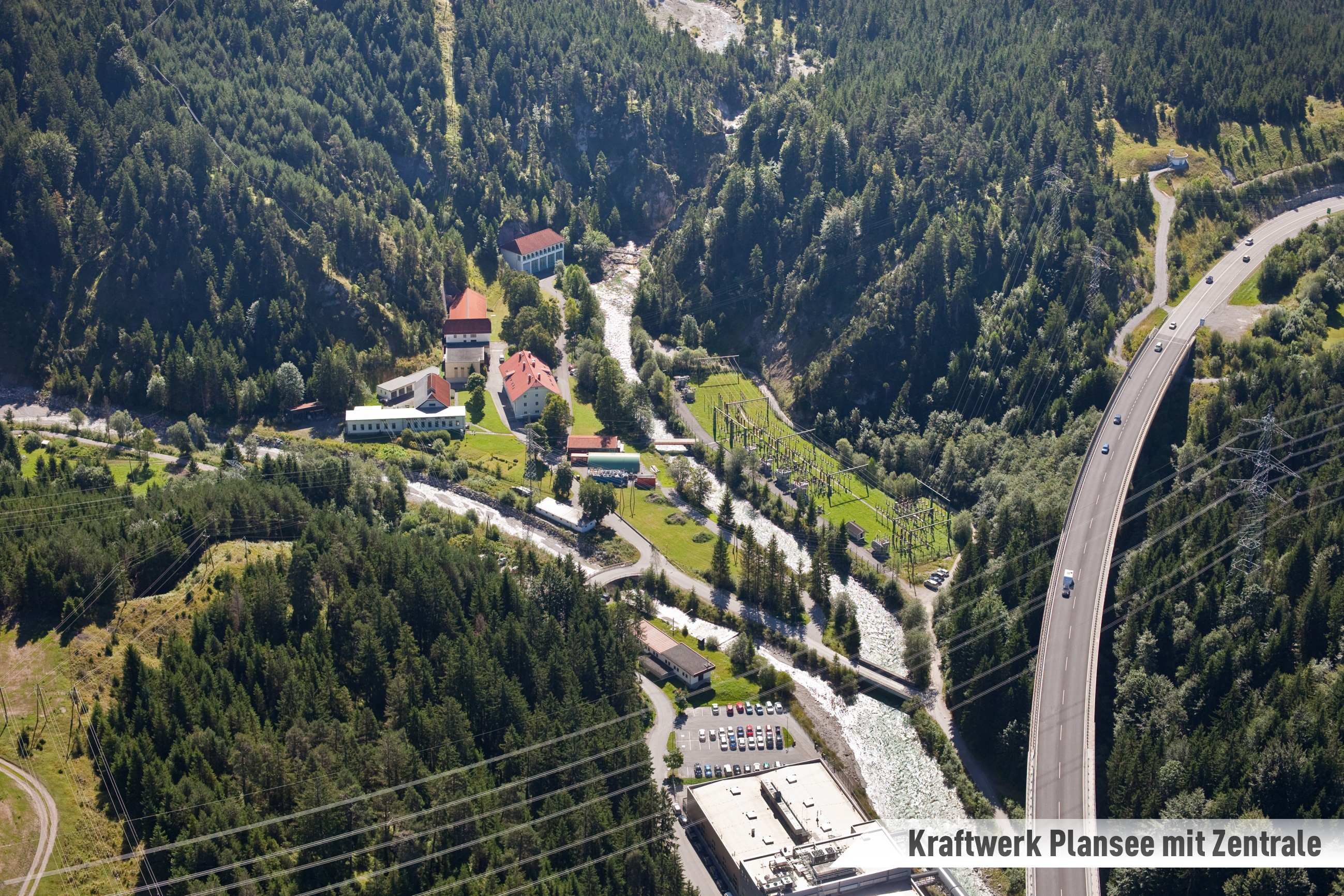
KW Plansee mit Zentrale

Wasserkraft
| Standort        | Baujahr   | Ökostrom/Jahr in MWh | Engpassleistung in kW |
| Reutte I und II | 1951/1956 | 13.500               | 2.200                 |
| Pflach          | 1958      | 800                  | 930                   |
| Höfen           | 2017      | 2.400                | 500                   |
| Kniepass        | 1953      | 2.500                | 2.000                 |
| Weißhaus        | 1968      | 72.000               | 12.300                |
| Hüttenmühle     | 1984      | 3.200                | 900                   |
| Mühl            | 1987      | 2.700                | 700                   |
| Plansee         | 1903      | 52.000               | 17.800                |
| Seesperre       | 2001      | 2.200                | 900                   |
| Heiterwang      | 1977      | 15.000               | 8.000                 |
| Schanz          | 1962      | 280                  | 44                    |
| Holzgau         | 1922      | 250                  | 34                    |
| Silberleithen   | 1903      | 450                  | 80                    |

Biomasse
| Standort | Baujahr | Wärmeabgabe/Jahr in MWh | Kunden versorgt |
| Tannheim | 2016    | 10.000                  | 95              |
| Grän     | 2016    | 9.500                   | 45              |
| Lermoos  | 2008    | 18.700                  | 200             |

Pumpspeicher
| Standort | Baujahr | Leistungsbedarf in kWh | Fördermenge in l/s |
| Rotlech  | 2009    | 2.910                  | 2.600              |

## Portfolio
| Dienstleistung                | Firma              | Tätigkeitsfelder                                                            | Standorte                                          |
| Energie                       | EWR                | Energieerzeugung, -verteilung und -vertrieb                                 | Reutte, Füssen,                                    |
| Elektroinstallation           | EWR                | Elektroanlagenbau, Bau- und Infrastruktur; Kundendienst                     | Reutte, Biberwier, Holzgau, Grän, Füssen, Pfronten |
| Erdgas                        | EWR / EAO          | Ausbau eines hochmodernen Verteilnetzes                                     | Reutte, Füssen                                     |
| Inneneinrichtung / Elektronik | RED ZAC eWelt      | Unterhaltungselektronik, Haushaltsgeräte, Küchenstudio und Inneneinrichtung | Reutte                                             |
| Gastrogeräte                  | WEX                | Gastronomiebedarf                                                           | Reutte                                             |
| Sanitär und Heizung           | Feuerstein         | Sanitär, Biomasse, Heizung, Vollbad, Solar                                  | Höfen, Grän und Holzgau                            |
| Telekommunikation             | TeleNet systems    | Fernsehen, Internet, Telefonie                                              | Reutte                                             |
| Eis- und Solartechnik         | AST                | Solaranlagen, Kunsteisbahnen, Mieteisbahnen, Bandensysteme, Eispflege       | Österreich, Deutschland, Schweiz, Türkei, Kanada   |
| Fernwärme                     | Ortswärme Tannheim | Hackschnitzel Fernwärme                                                     | Tannheim, Grän                                     |